# Timur Faritowitsch Arslanow
Timur Faritowitsch Arslanow (russisch Тимур Фаритович Арсланов; * 2. Januar 1991 in Ufa, Baschkirische ASSR, Russische SFSR, Sowjetunion) ist ein russischer Florettfechter.

## Erfolge
Timur Arslanow gewann bei den Europaspielen 2015 in Baku mit der Mannschaft die Bronzemedaille. Im Einzel erreichte er das Finale, in dem er Alessio Foconi unterlag und somit die Silbermedaille erhielt. 2017 sicherte er sich im Mannschaftswettbewerb der Europameisterschaften in Tiflis Silber. Im Jahr darauf folgten der Gewinn der Bronzemedaille in der Mannschaftskonkurrenz der Weltmeisterschaften in Wuxi sowie der Gewinn des Europameistertitels mit der Mannschaft in Novi Sad.